# Řád zbožných škol
Řád zbožných škol (piaristický řád, piaristé, celým jménem Řád chudobných řeholních kleriků Matky Boží zbožných škol, lat. Ordo Clericorum Regularium Pauperum Matris Dei Scholarum Piarum) je světově rozšířený katolický řeholní řád založený v Římě sv. Josefem Kalasanským v roce 1597.
Papež Pavel V. jej schválil jako kongregaci v roce 1617, v roce 1621 jej Řehoř XV. povýšil na řeholní řád. Jeho členové se nazývají piaristé. Řád se zaměřuje na zřizování a správu škol, výuku, pastoraci, výchovu dětí a misijní činnost. V českých zemích se piaristický řád objevil jako první mimo Itálii. V roce 2024 měl řád celosvětově 1 338 členů. 

## Historie

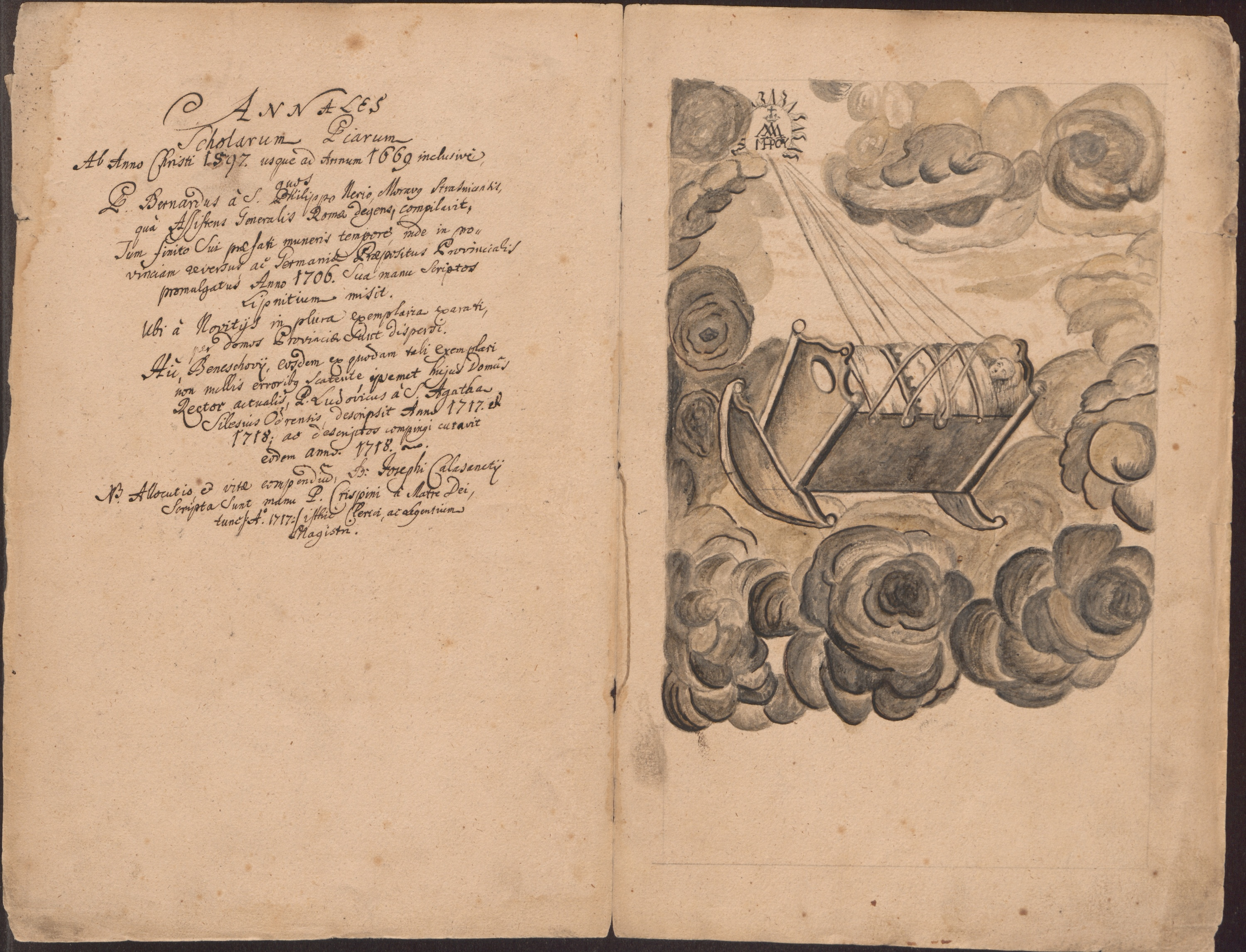
Jeden z četných opisů rukopisu, jehož autorem je Bernardus Bartlicius a S. Philippo Nerio, významný piaristický historiograf a provinciál řádu. (SOkA Benešov)

Piaristé přišli na Moravu v době pobělohorské v rámci rekatolizačních snah z iniciativy Františka kardinála z Ditrichštejna, jejž pojilo přátelství se zakladatelem řádu Josefem Kalasanským. V roce 1631 byl v Mikulově na jižní Moravě založen první klášter řádu mimo území Itálie. 
Klerikové tohoto školského řádu byli vynikajícími učiteli, žáci v jejich školách pocházeli z nešlechtických dobře situovaných rodin, děti nevolníků do piaristických škol přijímány nebyly. Koleje piaristů byly zřizovány tam, kde čeští bratři odolávali tvrdým a násilným metodám rekatolizace prováděné jezuity. Piaristé patřili k nástrojům rekatolizace, ale na rozdíl od jezuitů rekatolizovali české a moravské kacíře „jemně“ – a to až do druhé poloviny 18. století.

## Rozšíření v českých zemích

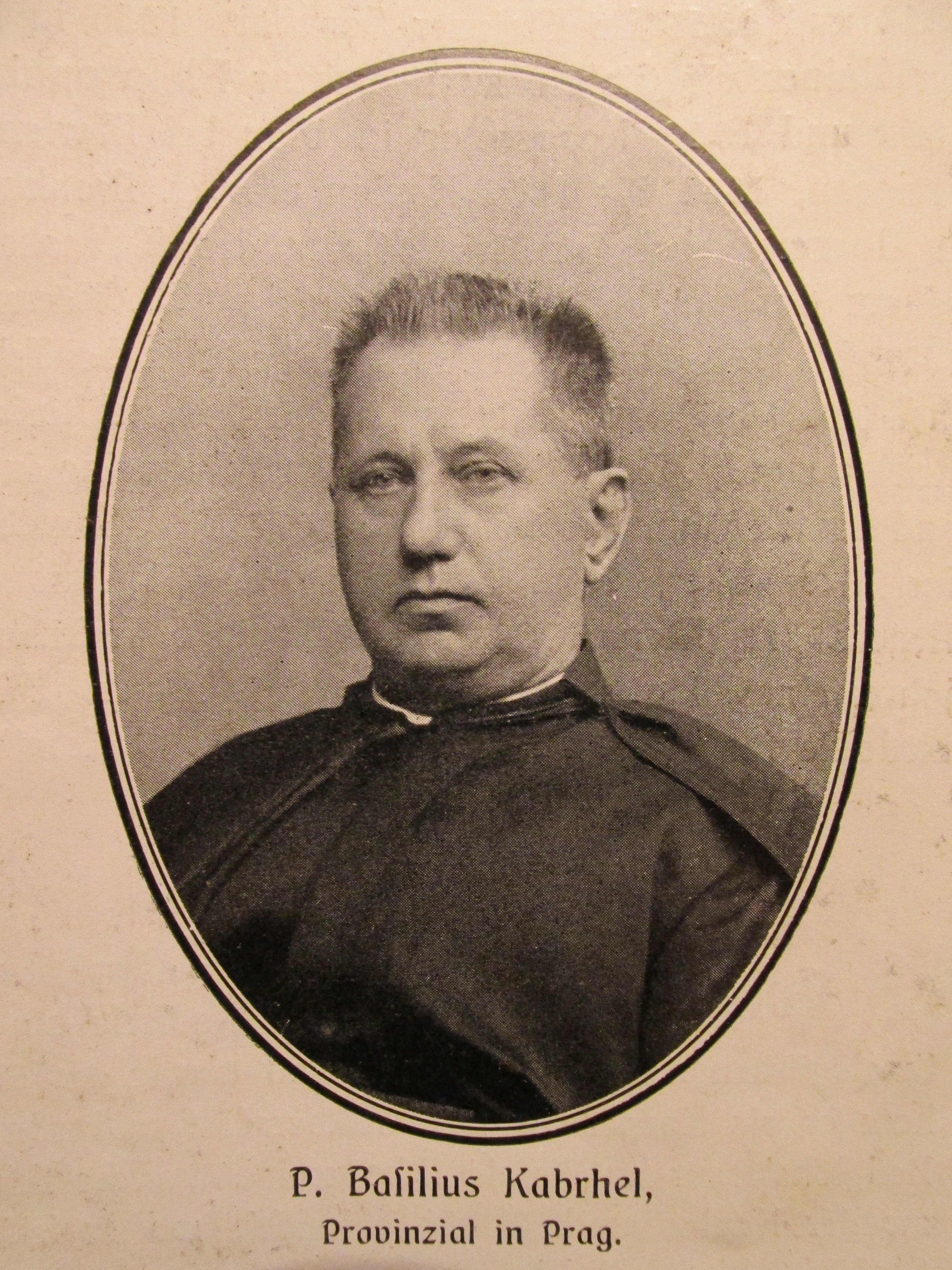
P. Basilius Kabrhel – piarista (SchP), kolem roku 1900 provinciál v Praze

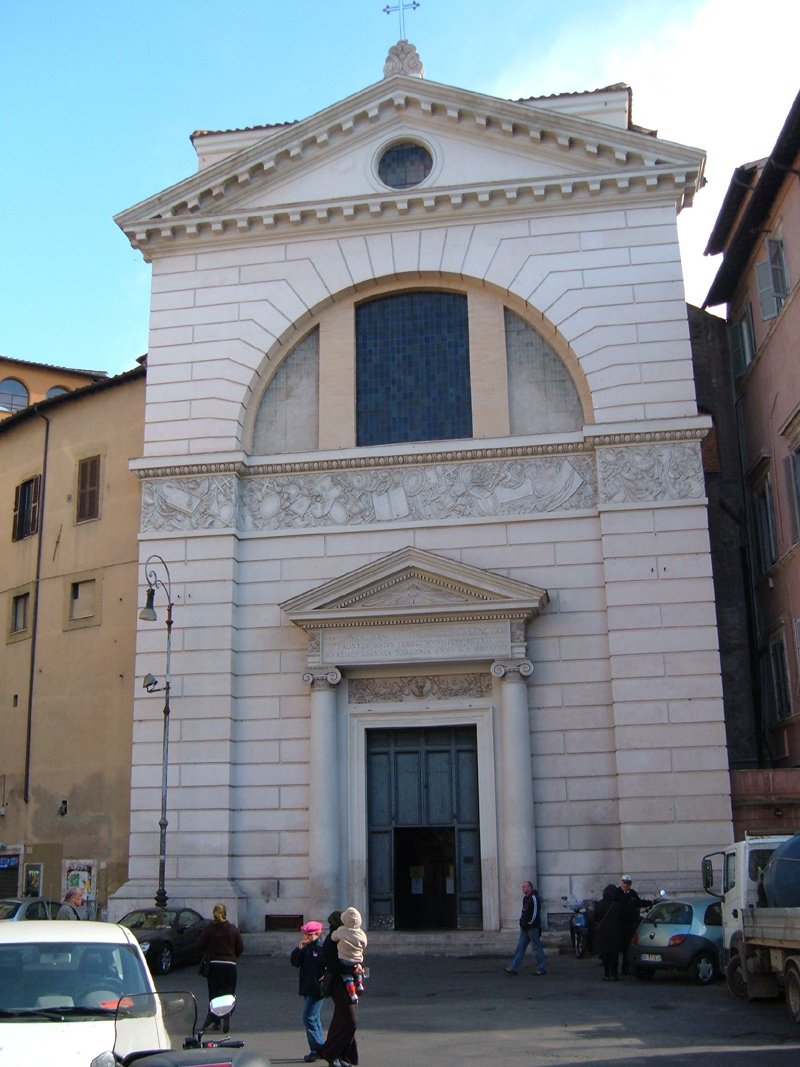
Kostel sv. Pantaleona v Římě, ústřední sídlo řádu

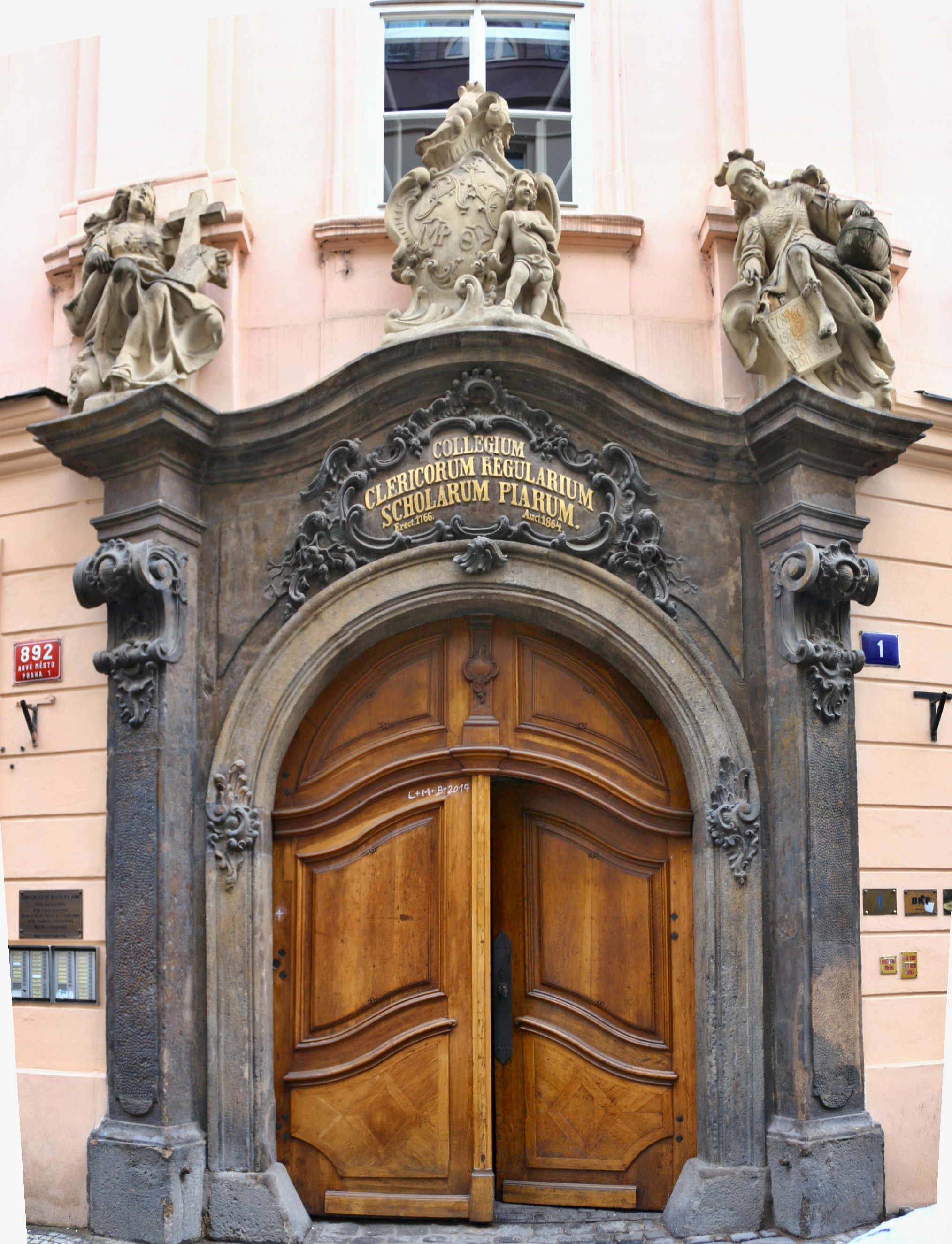
Vstup do piaristické koleje při gymnáziu u kostela sv. Kříže v Praze, Panská ulice

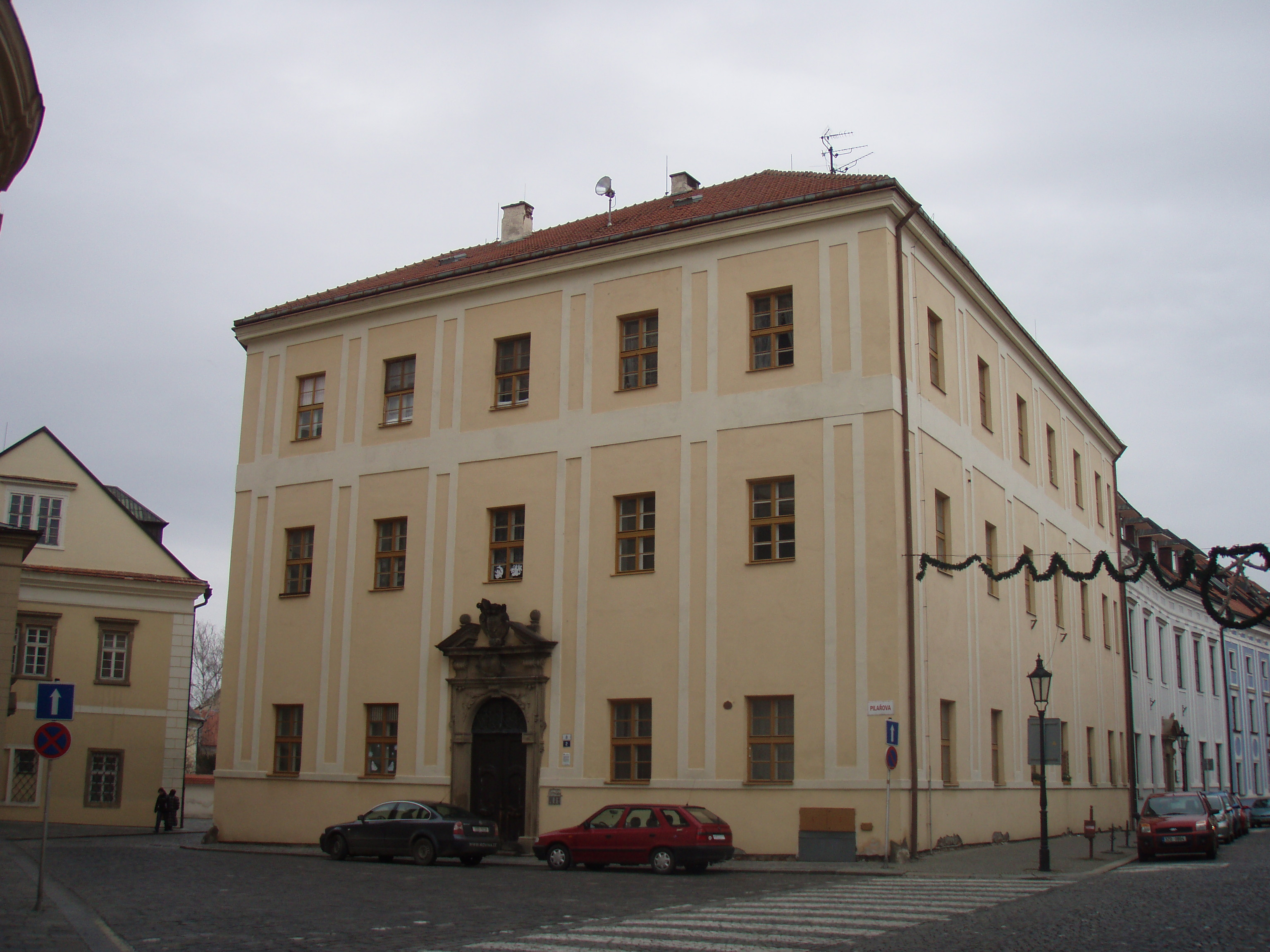
Někdejší Piaristické gymnázium v Kroměříži

Po Mikulově (1631) přišli piaristé do Strážnice (1633) a roku 1634 do Lipníku nad Bečvou, kde založili první koleje a školy. Následovaly koleje se školami v Litomyšli (1640), ve Slaném (1658), dále Ostrov nad Ohří (1666), Kroměříž (1687), Kosmonosy (1688), Stará Voda (1690), Příbor (1694), Benešov (1703), Rychnov nad Kněžnou (1714), Bílá Voda (1724), Bruntál (1731), a teprve roku 1752 přišli do Prahy a zároveň se oddělili od německé provincie jako samostatná provincie česká, později česko-moravská a roku 1825 česko-moravsko-slezská. V Praze se usadili ve školním areálu na Novém Městě později s kostelem sv. Kříže. 
Poslední fundace vznikly ve 2. polovině 18. století: Hustopeče (1757), Brandýs nad Labem (1759), Kyjov (1759), České Budějovice (1762), Nový Bor (1763), Moravská Třebová (1765), Most (1768), Doupov (1775), Mladá Boleslav (1786), Kadaň (1802), Liberec (1837) a jako poslední Nepomuk (1862).
Největšího rozvoje dosáhly piaristické školy a vzdělávací ústavy v 17.–19. století, přičemž o úplném vrcholu můžeme mluvit v druhé polovině 18. století, neboť ani při reformách císaře Josefa II. nebyla činnost tohoto řádu nijak narušena, na rozdíl od jezuitů, jejichž zrušené koleje po roku 1773 piaristé někde obsadili. Navíc na piaristických školách po vydání tolerančního patentu směl studovat kdokoli, dokonce někdy i studenti podobojí a Židé (na jezuitských školách studovali pouze katolíci).
V období komunistického režimu čelil řád tvrdému pronásledování, během kterého byla vážně poničena jeho struktura, přišel o všechny ústavy a většinu majetku a počet jeho členů se dramaticky snížil. V současné době v České republice působí Českomoravská provincie řádu, její význam však v postkomunistickém období zůstává stále malý.

## Věda
Piaristé vynikali vzdělaností, pěstovali vědu a vyučovali kromě svých škol také na univerzitách. Mezi nejvýznamnější u nás patřil Gelasius Dobner, zakladatel dějezpytu.

## Divadlo
První piaristé přivezli v polovině 17. století mimo jiné také jevištní techniku italských operních divadel, která v té době byla již značně rozvinutá. Například teláry, což jsou třístranné rámy, na něž se dají napínat plátna s obrazy, které pak tvoří na jevišti iluzivní pozadí. Byla to výborná pohyblivá dekorace s efektem okamžité proměny scény.